# Масковцы
Масковцы́ (укр. Масківці) — село, входит в Барышевскую поселковую общину Броварского района Киевской области Украины. До 2020 года входило в состав Барышевского района.
Население по переписи 2001 года составляло 371 человек. Почтовый индекс — 07562. Телефонный код — 4576. Занимает площадь 2,64 км².

## Местный совет
07562, Киевская обл., Барышевский р-н, c. Масковцы, ул. Ленина